# Román Monchenko
Román Vitálievich Monchenko –en ruso, Роман Витальевич Монченко– (9 de agosto de 1964-2 de enero de 2020) fue un deportista ruso que compitió en remo.
Participó en dos Juegos Olímpicos de Verano en los años 1992 y 1996, obteniendo una medalla de bronce en Atlanta 1996, en la prueba de ocho con timonel.

## Palmarés internacional
| Juegos Olímpicos | Juegos Olímpicos         | Juegos Olímpicos  | Juegos Olímpicos |
| Año              | Lugar                    | Medalla           | Prueba           |
| ---------------- | ------------------------ | ----------------- | ---------------- |
| 1996             | Atlanta (Estados Unidos) | Medalla de bronce | Ocho con timonel |